# شون كافاناه
شون كافاناه (بالإنجليزية: Sean Cavanagh)‏ هو لاعب كرة القدم الغالية بريطاني، ولد في 16 فبراير 1983 في أوماه في المملكة المتحدة.